# Lunatic Soul (album)
Lunatic Soul – pierwszy album studyjny Lunatic Soul - solowego projektu polskiego wokalisty i multiinstrumentalisty Mariusza Dudy. Wydawnictwo ukazało się 13 października 2008 roku nakładem wytwórni muzycznej Kscope.

## Odbiór
Nagrania dotrały do 23. miejsca zestawienia OLiS. Przez słuchaczy audycji Noc Muzycznych Pejzaży w radiowej Trójce została wybrana albumem roku. Gościnnie na albumie wystąpił ówczesny perkusista UnSun i Indukti Wawrzyniec Dramowicz klawiszowiec macierzystej grupy Dudy - Riverside, Michał Łapaj oraz Maciej Szelenbaum.
Recenzenci podkreślali jakość oraz spójność kompozycyjną muzyki zawartej na debiutanckim albumie Lunatic Soul pisząc o nim, że to „trzy kwadranse poruszającej, przemyślanej w każdym szczególe muzyki”. Zwracali również uwagę na orientalno-ambientową warstwę muzyczną projektu lidera Riverside i tym samym podkreślali jej odrębność od muzyki macierzystego zespołu Mariusza Dudy. Niemiecki magazyn Eclipsed ocenił płytę 9/10 i określił Lunatic Soul jako „trip rock”.

## Koncept
Pierwszy album Lunatic Soul to, jak mówi jego twórca, „koncept album o podróży w zaświaty przepełniony refleksjami dotyczącymi przemijania i tego, co chcemy i czy w ogóle chcemy po sobie zostawić". Inspiracją takiego konceptu albumu było zdarzenie, która miało miejsce w życiu bliskiej osoby Mariusza Dudy. Przeżyła ona śmierć kliniczną i opowiedziała autorowi o tym, czego w tym stanie doświadczyła, co stało się punktem wyjścia do opowiedzenia historii o podróży w zaświaty.

## Lista utworów
Opracowano na podstawie materiału źródłowego.
1. "Prebirth" (Mariusz Duda) – 01:10
2. "The New Beginning" (Mariusz Duda) – 04:50
3. "Out on a Limb" (Mariusz Duda) – 05:27
4. "Summerland" (Mariusz Duda, Maciej Szelenbaum) – 05:00
5. "Lunatic Soul" (Mariusz Duda) – 06:47
6. "Where the Darkness Is Deepest" (Mariusz Duda, Maciej Szelenbaum) – 03:57
7. "Near Life Experience" (Mariusz Duda, Maciej Szelenbaum) – 05:27
8. "Adrift" (Mariusz Duda) – 03:05
9. "The Final Truth" (Mariusz Duda) – 07:34
10. "Waiting for the Dawn" (Mariusz Duda, Maciej Szelenbaum) – 03:36

## Twórcy
Opracowano na podstawie materiału źródłowego.
- Mariusz Duda – śpiew, gitara basowa, gitara akustyczna, perkusja, instrumenty perkusyjne, produkcja muzyczna, miksowanie
- Maciej Szelenbaum – instrumenty klawiszowe, flety, harmonijka, gu-zheng
- Wawrzyniec Dramowicz – perkusja (3, 7, 8, 9)
- Michał Łapaj – gościnnie instrumenty klawiszowe, organy Hammonda (5,9)
- Robert Srzednicki – produkcja muzyczna, miksowanie, mastering
- Rafał Buczek – zdjęcia